# Litsea fosbergii
Litsea fosbergii är en lagerväxtart som beskrevs av Kostermans. Litsea fosbergii ingår i släktet Litsea och familjen lagerväxter. Inga underarter finns listade i Catalogue of Life.